# Lasioglossum eickworti
Lasioglossum eickworti är en biart som beskrevs av Mcginley 1986. Lasioglossum eickworti ingår i släktet smalbin, och familjen vägbin. Inga underarter finns listade i Catalogue of Life.